# Programa Pioneer

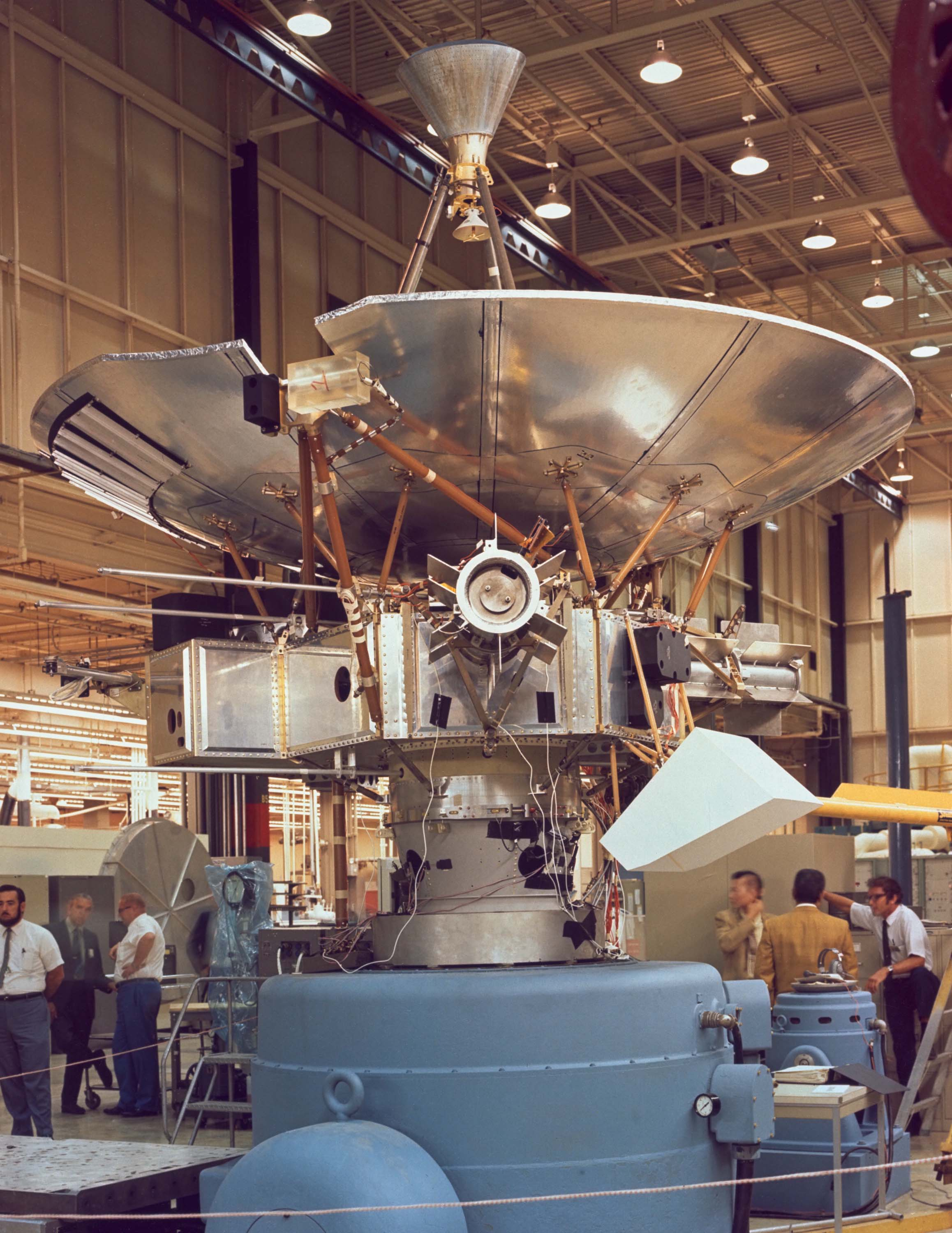
Pioneer 10, à data de construção em 1971. A Pioneer 10 e a Pioneer 11 são as sondas mais famosas no programa Pionner, a primeira sonda a visitar os planetas externos e as primeiros a ir além da órbita de Plutão

O Programa Pioneer foi um programa espacial desenvolvido pelos Estados Unidos para permitir o envio de missões não tripuladas ao espaço, projetadas para a exploração planetária. Havia um grande número missões no programa, mas os mais notáveis foram o Pioneer 10 e o Pioneer 11, que exploraram os planetas externos e posteriormente deixaram o sistema solar. Ambos transportaram uma placa dourada (veja a Placa Pioneer), descrevendo um homem e uma mulher e a informação sobre a origem e os criadores das sondas, na esperança que extraterrestres as encontrem algum dia.
O crédito para nomear a primeira sonda foi atribuído a Stephen A. Saliga, que tinha sido designado ao Grupo de Orientação da Força Aérea, Wright-Patterson AFB, como o designer chefe de exibições da Força Aérea. A nave espacial foi-lhe descrita como "um veículo lunar orbitando com um dispositivo de exploração infravermelho". Saliga pensou sobre o título demasiado longo e faltou o tema para um projeto de designer. Sugeriu então o nome Pioneer para a sonda, uma vez que "o exército já tinha lançado e orbitado o satélite do explorador e a informação pública identificava o exército como 'Pioneiros do espaço'" e adotando este o nome a Força Aérea "faria 'um salto do quântico' a respeito de quem realmente eram ' os pioneiros no espaço".

## As primeiras missões Pionner (1958–1960)
As primeiras missões foram tentativas de conseguir a velocidade do escape da terra, mostrando simplesmente que era possível e para estudar a Lua. Isto incluiu o primeiro lançamento da NASA, a qual foi formada pela antiga NACA. Estas missões foram realizadas pela Força Aérea e pelo exército Norte-Americano.
Muitas das missões abaixo estão listadas com seu nome mais reconhecido e em sequência com os nomes alternativos entre parenteses.
- Sondas Thor-Able
  - Pioneer 0 (Thor-Able 1, Pioneer) - Orbitador lunar, destruída por um defeito após 77 segundos do lançamento; lançada em 17 de agosto de 1958.
  - Pioneer 1 (Thor-Able 2, Pioneer I) - Orbitador lunar, não chegou a Lua por causa de um erro de lançamento; lançada em 11 de outubro de 1958.
  - Pioneer 2 (Thor-Able 3, Pioneer II) - Orbitador lunar, destruída em seu lançamento, houve uma falha parcial no terceiro estágio; lançada em 8 de novembro de 1958.
- Sondas Juno
  - Pioneer 3 - Sobrevoo (flyby) lunar, não chegou a Lua por causa de um erro de lançamento; dezembro de 1958.
  - Pioneer 4 - Sobrevoo lunar, conseguiu a velocidade de escape terrestre; março de 1959.
- Sondas Atlas-Able
  - Pioneer P-1 (Atlas-Able 4A, Pioneer W) - Sonda perdida; setembro de 1959.
  - Pioneer P-3 (Atlas-Able 4, Atlas-Able 4B, Pioneer X) - Sonda lunar, perdida em seu lançamento; dezembro de 1959.
  - Pioneer 5 (Pioneer P-2, Thor-Able 4, Atlas-Able 6, Pioneer V) - Sonda interplanetária entre a Terra e Vénus; lançada em 11 de março de 1960.
  - Pioneer P-30 (Atlas-Able 5A, Pioneer Y) - Sonda lunar, não chegou a entrar em órbita lunar; setembro de 1960.
  - Pioneer P-31 (Atlas-Able 5B, Pioneer Z) - Sonda lunar, perdida por falha no estágio superior; dezembro de 1960.

## A segunda fase das missões Pioneer (1965–1978)
Após cinco anos das primeiras sondas Able, a NASA recuperou o nome Pioneer para uma nova série de missões, inicialmente destinadas ao estudo do sistema solar interior. As primeiras foram uma série de sondas em órbita solar para estudar a região interplanetária entre Terra e Vénus. Em seguida, foram desenvolvidas novas sondas para a exploração dos planetas exteriores; foram as primeiras missões a chegar em Marte, no entanto, com resultados de baixa qualidade, que foram superados pelas sondas do programa Voyager. Posteriormente, o Programa Pioneer foi concluído com o conjunto de sondas do Projeto Pioneer Venus.

### Missões interplanetárias de "previsão climática"
Essas missões foram numeradas a partir da Pioneer 6 (nomes alternativos entre parênteses).
- As espaçonaves nas missões Pioneer 6, 7, 8 e 9, que estão em órbita solar:
  - Pioneer 6 (Pioneer A) - lançada em dezembro de 1965;
  - Pioneer 7 (Pioneer B) - lançada em agosto de 1966;
  - Pioneer 8 (Pioneer C) - lançada em dezembro de 1967;
  - Pioneer 9 (Pioneer D) - lançada em novembro de 1968;
  - Pioneer E - Perdida em seu lançamento, em agosto de 1969.

### Missões ao sistema solar exterior
Essas missões foram numeradas a partir da Pioneer 10 (nomes alternativos entre parênteses):
- Pioneer 10 (Pioneer F) -  Sobrevoo de Júpiter, lançada em março de 1972;
- Pioneer 11 (Pioneer G) -  Sobrevoo de Júpiter e Saturno, lançada em abril de 1973;
- Pioneer H - Idêntica às anteriores, porém não chegou a ser lançada;
- Projeto Pioneer Venus - Conjunto de duas missões, uma orbital e outra composta por várias pequenas sondas de impacto, lançadas em maio e agosto de 1978 respectivamente:
  - A Pioneer Venus Orbiter, ou Pioneer Venus 1;
  - A Pioneer Venus Multiprobe, ou Pioneer Venus 2.